# سایه مرگ
سایه مرگ (به انگلیسی: Death's Shadow) هفتمین کتاب از مجموعه دیموناتا نوشتهٔ نویسنده ایرلندی دارن شان است. سایه مرگ از زبان بک روایت می‌شود و شرح اولین مبارزهٔ مریدان با موجودی قدرتمند به نام سایه است. دارن شان ابتدا قصد داشت این کتاب را با نام اس. اس دمونیک (S.S Demonic) منتشر کند، ولی این نام به دلیل شباهت به عنوان جلد قبلی، توسط ویرایشگر کتاب رد شد.

## داستان
کتاب ابتدا شرحی از زندگی برانابوس را می‌گوید:
مادر برانابوس، بریجیتا یک زن زیبا و معمولی بود. وی قصد ازدواج با یک شاهزاده را داشت. شاهزاده خشم کاهن را برانگیخته بود، به همین دلیل در روز عروسی آنها، کاهن شیطانی را فراخواند و آن شیطان بریجیتا را دزدید و به او تجاوز کرد. بعد از این ننگ، شاهزاده به دستور شاه ماینوس، بریجیتا را مخفیانه به اقریطس فرستاد تا توسط میناتور درون هزارتوی مرگ کشته شود. میناتور بریجیتا را کشت ولی برانابوس را زنده نگه داشت و مثل پسر خودش پرورش داد. بعد از مدتی تیسوس، میناتور را کشت و برانابوس آواره شد. او سالهای متمادی درون جهان انسان‌ها و دیموناتا رفت و آمد می‌کرد و هیچ چیز از دنیا نمی‌دانست. او پسری ساده و به ظاهر خنگ بود که در دنیا ول می‌گشت. سرانجام او به ایرلند وارد شد و دراست را پیدا کرد. برانابوس قصد داشت به دیموناتا برگردد برای همین با کاهن همراه شد و به دستور او به قلعه بک رفت و آنها را برای کمک به دراست آورد. برانابوس عاشق بک شده بود و این اولین عشق واقعی زندگیش بود. وقتی بک داخل غار گیر افتاد و کشته شد، برانابوس مدت‌ها داخل غار ماند و سرانجام به قصد خودکشی خودش را به دریا پرت کرد. موجودات کهن او را نجات دادند و پرورش دادند، تا جایی که مثل یک جوان عاقل می‌توانست حرف بزند و زندگی کند و به جنگ شیاطین برود. برانابوس متوجه شد که موجودات کهن از زمین رفته‌اند و فقط یکی از آنها در نیوگرنج ماند و وظیفهٔ نجات دنیا را به برانابوس محول کرد. با رفتن آخرین موجود کهن، برانابوس مأمور نجات دنیا از شر شیاطین شد.
بعد از شکست لرد لاس درون غار، برانابوس به همراه کرنل و گروبز به دیموناتا رفت تا به هویت سایه پی ببرد. بک نیز با درویش در کارشری ویل ماند تا بعد از هزار و ششصد سال محبوس بودن داخل غار، طعم آزادی را بچشد. درویش که از مرگ بیل-ای و تسخیر شدن پیکرش توسط بک، عصبانی بود، رفتاری سرد و خشن با بک در پیش گرفته بود. میرآ به بک گفت که باید با درویش صحبت کند تا او از این رفتار دست بکشد. زمانی که بک و درویش مشغول صحبت کردن هستند، گروهی گرگ‌نما و تفنگدار به خانهٔ درویش حمله می‌کنند و کار به حمله قلبی درویش و بستری شدنش داخل بیمارستان می‌انجامد.
میرآ و شارک برای پیدا کردن برانابوس به دیموناتا می‌روند و بک و شارمیلا، درویش را به بیمارستان می‌رسانند. بیمارستان مورد حمله شیاطین قرار می‌گیرد و آنها به پشت‌بام فرار می‌کنند. ناگهان یونی سوان، که ظاهراً از مرگ برگشته به آنها حمله می‌کند و درویش به زحمت او را پایین می‌اندازد و بعد از مدتی برانابوس از راه می‌رسد. با آمدن برانابوس قرار بر این می‌شود که گروبز و میرآ و شارک برای پی بردن به علت حمله گرگ‌نماها بروند و برانابوس و کرنل و بک و درویش و شارمیلا برای تعقیب یونی به دیموناتا وارد شوند. کرنل با قدرت خود یونی را زیر نظر می‌گیرد و سرانجام آنها در تعقیب او به یک کشتی محصور در حصار جادویی وارد می‌شوند. آنجا با کایریلی کواکس یک جاسوس در خدمت مریدان آشنا می‌شوند. وقتی به زیر کشتی می‌روند یونی و کاداور را می‌بینند. لرد لاس که پیکر کاداور را تسخیر کرده، سنگ مغناطیس را فعال می‌کند و سایه برای کشتن آنها و گرفتن بک راهی می‌شود. برانابوس برای نجات بک با سایه رودررو می‌شود و به قالب شیطانی خود درمی‌آید. او موفق می‌شود سنگ مغناطیس را نابود کند ولی سایه قبل از رفتن، برانابوس را می‌کشد.
با مرگ برانابوس، آنها در احاطهٔ زامبی‌ها از کشتی فرار می‌کنند. کرنل که برای باز نگه داشتن دروازه آنجا مانده بوسیله انفجار یکی از زامبی‌ها ناپدید می‌شود و گروه حدس می‌زند که او کشته شده‌است. شارمیلا با میل خود، قربانی می‌شود و حصار از بین می‌رود و آنها با قایق نجات از حصار خارج می‌شوند و داخل دریا می‌افتند.
روی سطح دریا، بک به درویش و کایریلی اطلاع می‌دهد که سایه همان نیروی مرگ است.